# Marian Neagu
Marian Alexandru Neagu (sinh ngày 29 tháng 10 năm 1991), hay đơn giản Marian Neagu là một cầu thủ bóng đá người România thi đấu ở vị trí tiền vệ cho Balotești.
Vào ngày 27 tháng 6 năm 2014, anh ký hợp đồng với câu lạc bộ Síp Othellos Athienou với thời hạn cho mượn 1 năm.